# Pla del Sant
El Pla del Sant és un pla del terme municipal de Monistrol de Calders, al Moianès.
Està situat al nord-est del poble de Monistrol de Calders, a llevant dels Salarots, al nord de la Beresma i al sud-oest de les Esqueroses, damunt mateix del lloc on hi hagué la Pedrera de la Beresma i a llevant del Bosc Mitger. És a prop del límit oriental del terme.